# Cybianthus reticulatus
Cybianthus reticulatus är en viveväxtart som först beskrevs av George Bentham och Miquel, och fick sitt nu gällande namn av G. Agostini. Cybianthus reticulatus ingår i släktet Cybianthus, och familjen viveväxter. Inga underarter finns listade i Catalogue of Life.